# Currie Cup 1991
La Currie Cup de 1991 fue la quincuagésima tercera edición del principal torneo de rugby provincial de Sudáfrica.
El campeón fue el equipo de Northern Transvaal quienes obtuvieron su décimo séptimo campeonato.

## Clasificación
| Pos. | Equipo             | Encuentros | Encuentros | Encuentros | Encuentros | Tantos | Tantos | Tantos | Puntos |
| Pos. | Equipo             | PJ         | PG         | PE         | PP         | F      | C      | Dif    | Puntos |
| ---- | ------------------ | ---------- | ---------- | ---------- | ---------- | ------ | ------ | ------ | ------ |
| 1.º  | Transvaal          | 10         | 7          | 0          | 3          | 236    | 179    | +57    | 14     |
| 2.º  | Free State         | 10         | 6          | 0          | 4          | 231    | 201    | +30    | 12     |
| 3.º  | Northern Transvaal | 10         | 6          | 0          | 4          | 214    | 208    | +6     | 12     |
| 4.º  | Western Province   | 10         | 6          | 0          | 4          | 210    | 207    | +3     | 12     |
| 5.º  | Natal              | 10         | 4          | 0          | 6          | 249    | 207    | +42    | 8      |
| 6.º  | Eastern Province   | 10         | 1          | 0          | 9          | 134    | 272    | -138   | 2      |

|  | Postemporada. |

### Cuartos de final
| 25 de septiembre | Northern Transvaal | 34 - 21 | Western Province | Loftus Versfeld, Pretoria |  |

### Semifinal
| 28 de septiembre | Free State | 23 - 27 | Northern Transvaal | Bloemfontein, |  |

### Final
| 5 de octubre | Northern Transvaal | 27 - 15 | Transvaal | Loftus Versfeld, Pretoria |  |

| Bandera de Sudáfrica       |
| Campeón Northern Transvaal |
| Décimo séptimo título      |